# Gare d’Arles
Gare d’Arles vasútállomás Franciaországban, Arles településen.

## Vasútvonalak
Az állomást az alábbi vasútvonalak érintik:
- Párizs–Marseille-vasútvonal
- Arles-Lunel-vasútvonal

## Kapcsolódó állomások
A vasútállomáshoz az alábbi állomások vannak a legközelebb:
- Gare de Saint-Martin-de-Crau
- Gare de Tarascon
- Gare d’Avignon-Centre